# ヤロポルク・イジャスラヴィチ
ヤロポルク・イジャスラヴィチ（ウクライナ語: Ярополк Ізяславич、ベラルーシ語: Яраполк Ізяславіч、1043年 / 1047年 - 1086年12月5日）はキエフ大公イジャスラフ1世とゲルトルダ(ru)（ポーランド王ミェシュコ2世娘）との間の子である。所有した公位はヴォルィーニ公、トゥーロフ公、ヴィシゴロド公。

## 生涯
ヤロポルクに関する史料上の最初の言及は1071年の記述であり、ヤロポルクはポロツク公フセスラフをゴロティチェスクで破ったが、フセスラフはポロツクを保守した、というものである。1073年、父イジャスラフと共にキエフを追われ、西方へ逃走した。ローマ王ハインリヒは支援を拒否したため、ローマ教皇グレゴリウス7世の庇護を受けた。1075年頃、ヴァイマール＝オーラミュンデ伯オットー1世の娘Kunigunde(ru)（ロシア語音写クニグンダ。以下クニグンダ）と結婚した。クニグンダの所有していた詩篇・『ゲルトルダの祈祷書(ru)』には、ヤロポルクとローマ教皇との会見についての記述や、ヤロポロクと妻イリーナ（クニグンダ）のミニチュアポートレイト(ru)が記されている。1076年、ヤロポルクと父イジャスラフはキエフに帰還し、ヤロポルクは分領地としてヴィシゴロドを受領した。1078年にヤロポルクは父とスヴャトスラフとの戦いに参加するが、この戦いの過程で父イジャスラフは戦死した。この後キエフ大公位に就いたフセヴォロド（フセヴォロド1世）は、チェルニゴフ公国領を手元に残し、ヴォルィーニ公国、トゥーロフ・ピンスク公国領をヤロポルクに与えた。以降、ヤロポルクは自身の死まで、ガーリチ・ロスチスラフ家(ru)（トムタラカニ公ロスチスラフの子孫。リューリクら3兄弟。）と、ヴォルィーニ公国領を巡り争うことになる。
ロスチスラフ家との闘争と死
1084年、ロスチスラフ家のリューリクら3兄弟は、ヤロポルクを避けてペレムィシュルへ入ったのち、軍勢を率いて帰還し、ヤロポルクをウラジーミル・ヴォリンスキー（ヴォルィーニ公国の首都）から追い出した。これに対し、キエフ大公フセヴォロド1世は息子のウラジーミル・モノマフを援軍に差し向け、ウラジーミル・ヴォリンスキーをヤロポルクの元に返させる一方、ヴォルィーニ公国領ドロゴブージをクニャージ・イズゴイ（所領のない公）となっていたダヴィドに与えた。ヤロポルクはこの処置に不満を抱いたが、それは結果的にはウラジーミル・ヴォリンスキーもがダヴィドの所領となる要因となった。
1086年にヤロポルクは、ポーランド王国から軍隊もしくは外交上の支援を得て、ウラジーミル・モノマフと和平し、再びウラジーミル・ヴォリンスキーを手中に収めた。しかし同年の冬に、リューリクら3兄弟に対する遠征の最中に、配下のドルジーナ（従士）のネラデツ（Нерадец）の裏切りによってズヴェニゴロド付近で殺された。ネラデツはリューリクの元へ逃走したため、リューリクを首謀者として非難する噂が流れた。ヤロポルクの遺骸はキエフのドミトロフ修道院に埋葬され、妻のクニグンダはルーシを去った。所領の一部は1088年に、兄弟のスヴャトポルクが受領している。

## 妻子
妻はヴァイマール＝オーラミュンデ伯オットー1世の娘クニグンデ。子には以下の人物がいる。
- ヤロスラフ(ru) - ベレスチエ公
- ヴャチェスラフ(ru)
- アナスタシヤ - ミンスク公グレプと結婚。
- 娘（ドイツの年代記に言及される） - シュヴァルツブルグ伯ギュンターと結婚。